# Spilosoma nigrocostata
Spilosoma nigrocostata là một loài bướm đêm thuộc phân họ Arctiinae, họ Erebidae.